# Cantone di Talamanca
Il cantone di Talamanca è un cantone della Costa Rica facente parte della provincia di Limón.

## Geografia antropica

### Suddivisioni amministrative
Il cantone  è suddiviso in 4 distretti:
- Bratsi
- Cahuita
- Sixaola
- Telire (da 2004)